# Södermanlands Nyheter
Södermanlands Nyheter (SN) är en lokal svensk dagstidning med säte i Nyköping, grundad 1893. Den har spridning i den östra delen av Södermanlands län, där den numera (2024) är den dominerande lokala dagstidningen. SN ges ut som morgontidning och har en centerpartistisk ledarsida.

## Historik

### Tidiga år
SN grundades 1893 i Nyköping; det första, åttasidiga provnumret trycktes 30 november och 5 december inleddes distributionen till läsarna. Tidningens första chefredaktör hette Johannes Fredrik Nelson. Redaktionslokalerna låg till en början i korsningen Stallbacksgräns/Strömgatan (nuvarande Slottsgatan), varefter tidningen under några år huserade på Västra Storgatan 31.

### 1900-talet
1903 räddades den från nedläggning, efter att den frisinnade riksdagsmannen Gustaf Österberg köpt tidningen och tillträtt som redaktör. 1919 övergick SN till en utgivning som sexdagarstidning.
Familjen Österberg sålde 1956 tidningen till publicisten och serieutgivaren Armas Morby. 1973 sålde Morby dock tidningen vidare till Centertidningar.

### 2000-talet
2005 köptes SN av VLT AB och Stampen i samarbete, varefter Eskilstuna-Kurirens ägarstiftelse blev ny ägare två år senare. Verksamheten bedrevs från och med 2015, tillsammans med systertidningarna Eskilstuna-Kuriren och Katrineholms-Kuriren, i bolaget Sörmlands Media AB. Hela bolaget hade då cirka 200 medarbetare. 2015 var även året då man införde responsiv webbdesign, för att lättare kunna formge tidningsmaterialet för olika digitala plattformar.
Kontoret flyttade 2015 från S:t Annegatan 3 till Fruängsgatan 4. Lokalerna på S:t Annegatan hade då varit SN-adress i över 100 års tid.
Hösten 2018 förvärvade Sörmlands Media AB av NTM-koncernen. Det föregicks av ett sparpaket inom Eskilstuna-Kuriren-koncernen, med uppsägningar av ett antal medarbetare.
Chefredaktör och ansvarig utgivare, från februari 2023, är Kristina Levin. Levin blev den 17:e chefredaktören från starten, och den tredje kvinnan i rad efter Anna Falk (från 2015) och Eva Burman.

## Spridning
Tidningen hade 2017 en tryckt, TS-granskad upplaga på 18 300 exemplar. Tidningen driver även en nätupplaga som 2022 hade 4 200 prenumeranter. Tidningens digitala spridning är dock betydligt större, och i början av 2025 noterade TS 16 800 unika läsare från datorer och 75 900 unika läsare av den mobila versionen av tidnngen.
Spridningsområdet är A-region 05, det vill säga Nyköpings kommun, Oxelösunds kommun, Gnesta kommun och Trosa kommun. Utgivningsorten är Nyköping.
Utöver huvudtidningen trycker man gratistidningen SN Extra, vilken 2013 övergick från månads- till veckoutgivning. Det året ökade SN Extras upplaga från 30 000 till 35 000 exemplar.